# FC Hegelmann
Football Club Hegelmann (lit. Kauno rajono futbolo klubas Hegelmann) – litewski klub piłkarski, mający siedzibę w mieście Raudondvaris, w środkowej części kraju, grający od 2021 roku w A lyga.

## Historia
Chronologia nazw:
- 2009: FC Hegelmann Litauen
- 2022: FC Hegelmann

Klub sportowy FC Hegelmann Litauen został założony w miejscowości Kowno w styczniu 2009 roku przez niemiecką spółkę transportowo-logistyczną Hegelmann Transporte. Hegelmann to nazwisko założyciela Antona Hegelmanna, a Litauen to nazwa kraju Litwa w języku niemieckim. W latach 2009–2012 zespół występował w KAFF III lyga (D4). Dla drużyny złożonej z lokalnych graczy, najwyższym osiągnięciem było szóste miejsce. W 2013 był drugim, a w 2014 został zwycięzcą oraz wywalczył awans do II lyga (D3). W następnym sezonie 2015 zajął 7.miejsce w Pietų zona trzeciej dywizji, a potem w wyniku reorganizacji rozgrywek otrzymał awans do I lyga (D2). W 2016 zajął 10. miejsce i spadł z powrotem do II lyga. Po dwóch latach zwyciężył w II lygos Pietų zona i wrócił do I lyga. W sezonie 2020 najpierw zajął czwarte miejsce w sezonie zasadniczym, a potem drugie miejsce w turnieju finałowym I lyga i zdobył historyczny awans do A lyga.

## Barwy klubowe, strój
|  |  |

Klub ma barwy niebiesko-białe. Zawodnicy domowe spotkania zazwyczaj grają w jasnoniebieskich koszulkach, niebieskich spodenkach i jasnoniebieskich getrach.

## Sukcesy

### Trofea międzynarodowe
Nie uczestniczył w rozgrywkach europejskich (stan na 31-05-2020).

### Trofea krajowe
| \| \| Zdobyte trofea w rozgrywkach Litwy (stan na: 05-11-2024) \| |                                                          |      |            |
| Rozgrywki                                                         | Osiągnięcie                                              | Razy | Sezon(y)   |
| Mistrzostwo                                                       | I miejsce                                                | 0    |            |
| Mistrzostwo                                                       | II miejsce                                               | 1    | 2024       |
| Mistrzostwo                                                       | III miejsce                                              | 0    |            |
| Puchar                                                            | zdobywca                                                 | 0    |            |
| Puchar                                                            | finalista                                                | 2    | 2022, 2024 |
| Puchar                                                            | ćwierćfinalista                                          | 1    | 2020       |
| II liga                                                           | I miejsce                                                | 0    |            |
| II liga                                                           | II miejsce                                               | 1    | 2020       |
| II liga                                                           | III miejsce                                              | 0    |            |
| Litwa                                                             | Zdobyte trofea w rozgrywkach Litwy (stan na: 05-11-2024) |      |            |

- II lyga (D3):
  - mistrz (1x): 2018 (Pietų zona)

## Poszczególne sezony

### Rozgrywki krajowe
| \| Litwa \| Bilans występów klubu w rozgrywkach piłkarskich Litwy (Stan na 31 grudnia 2020 r.) \| \| |                                                                                    |        |       |   |   |   |    |    |     |                 |        |        |      |
| Poziom                                                                                               | Rozgrywki                                                                          | Sezony | Mecze | Z | R | P | B+ | B– | Pkt | Lata            | Awanse | Spadki | Naj. |
| I | A lyga                                                                             | 0      |       |   |   |   |    |    |     | od 2021         | 0      | 0      | ?    |
| II                                                                                                   | I lyga                                                                             | 3      |       |   |   |   |    |    |     | 2016, 2019–2020 | 1      | 1      | 2    |
| III                                                                                                  | II lyga                                                                            | 3      |       |   |   |   |    |    |     | 2015, 2017–2018 | 2      | 0      | 1    |
| IV                                                                                                   | III lyga                                                                           | 6      |       |   |   |   |    |    |     | 2009–2014       | 1      | 0      | 1    |
| | Puchar Litwy                                                                       | 5      |       |   |   |   |    |    |     | od 2014         | 0      | 0      | 1/4  |
| Litwa                                                                                                | Bilans występów klubu w rozgrywkach piłkarskich Litwy (Stan na 31 grudnia 2020 r.) |        |       |   |   |   |    |    |     |                 |        |        |      |

## Piłkarze, trenerzy, prezydenci i właściciele klubu

### Piłkarze

#### Aktualny skład zespołu
Stan na 22 stycznia 2025 (alyga.lt)
| Nr | Poz. | Piłkarz             |
| -- | ---- | ------------------- |
| 7  | OB   | [[]]                |
| 18 | OB   | Jonathan Mulder     |
|    | OB   | Stefan Radinović ✔️ |
| 22 | PO   | [[]]                |
| 28 | BR   | Litwa               |

| Nr | Poz. | Piłkarz               |
| -- | ---- | --------------------- |
| 81 | NA   | Litwa                 |
|    | PO   | Wesley Gabriel ✔️     |
|    | PO   | Donatas Kazlauskas ✔️ |
| 85 | OB   | Litwa                 |
| 95 | BR   | Litwa                 |
| 96 | PO   | Litwa                 |

### Trenerzy
...
- 2015: Linas Treigys
- 2016: Dainius Bučma
- 2017: Dainius Šumauskas
- 2018–2019: Vytautas Masaitis
- 2020: Artūras Ramoška
- 2021–: Andrius Skerla

### Prezydenci
- od 2009: Anton Hegelmann

## Struktura klubu

### Stadion
Klub piłkarski rozgrywa swoje mecze domowe w Centrum Szkoleniowym LFF w mieście Kowno o pojemności 500 widzów.

### Derby
- FK Kauno Žalgiris
- Stumbras Kowno

## Europejskie puchary
Legenda do wszystkich tabel:
- Q – runda eliminacyjna, 1/16, 1/8, 1/4, 1/2 – odpowiednia faza rozgrywek, Grupa – runda grupowa, 1r gr – pierwsza runda grupowa, 2r gr – druga runda grupowa, F – finał, R – runda, PO – play-off
- k. – rzuty karne, los. – losowanie, Dogr. – dogrywka, w. – zasada bramek strzelonych na wyjeździe

| Sezon   | Rozgrywki               | Runda | Klub                   | Dom | Wyjazd | Ogólnie |
| ------- | ----------------------- | ----- | ---------------------- | --- | ------ | ------- |
| 2023/24 | Liga Konferencji Europy | 1Q    | KF Shkupi              | 0–5 | 0–0    | 0–5     |
| 2025/26 | Liga Konferencji        | 1Q    | St. Patrick’s Athletic | 0–2 | 0–1    | 0–3     |